# کتاب‌فروشی شکسپیر و شرکا
شکسپیر و شرکا (به انگلیسی: Shakespeare and Company) نام دو کتاب‌فروشی مستقل از هم در ساحل چپ پاریس است. این کتاب‌فروشی اولین بار در ۱۷ نوامبر ۱۹۱۹ توسط سیلویا بیچ در خیابان هشتم دوپویترن بازگشایی شد و پس از مدتی در سال ۱۹۲۲ به محل بزرگتری در خیابان دوازدهم اودئون در منطقهٔ ۶ پاریس نقل مکان کرد. در طول دههٔ ۱۹۲۰، این کتاب‌فروشی به پاتوقی برای نویسندگانی چون ازرا پاوند، ارنست همینگوی، ویلیام اس. باروز، جیمز جویس و فورد مادوکس فورد بدل شد. در سال ۱۹۴۱ در دوران اشغال پاریس توسط آلمان این کتاب‌فروشی بسته شده و دیگر دوباره باز نشد.
کتاب‌فروشی دوم در خیابان سی‌وهفتم بوشری، واقع در منطقهٔ ۵ پاریس قرار گرفته‌است. این کتاب‌فروشی که در سال ۱۹۵۱ توسط جرج ویتمن افتتاح شد، در اصل «لو میسترال» (به فرانسوی: Le Mistral) نام داشت اما در سال ۱۹۶۴ برای ادای احترام به کتاب‌فروشی سیلویا بیچ به «شکسپیر و شرکاء» تغییر نام داد. امروزه این فروشگاه هم به عنوان کتاب‌فروشی معمول و هم به عنوان پاتوق کتاب‌خوانی در زمینهٔ تخصصی ادبیات انگلیسی خدمات می‌دهد. این فروشگاه در فیلم پیش از غروب اثر ریچارد لینکلیتر و نیمه‌شب در پاریس اثر وودی آلن مورد تأکید قرار گرفته‌است.

## کتاب‌فروشی سیلویا بیچ
سیلویا بیچ، آمریکایی مقیم خارج اهل نیوجرسی کتاب‌فروشی «شکسپیر و شرکاء» را در سال ۱۹۱۹ در خیابان هشتم دوپویترن پاریس تأسیس کرد. این فروشگاه به عنوان کتابخانهٔ قرضی و همچنین کتاب‌فروشی فعالیت می‌کرد. بیچ در ۱۹۲۱ به یک مکان بزرگتر در خیابان دوازدهم اودئون نقل مکان کرد که فروشگاه تا سال ۱۹۴۱ در همین مکان باقی‌ماند. در طول این مدت، این فروشگاه به رومرکز فرهنگ ادبی و نوگرایی انگلیسی-آمریکایی در پاریس بدل شد. نویسندگان و هنرمندان «نسل گمشده»، مانند ارنست همینگوی، ازرا پاوند، اسکات فیتزجرالد، گرترود استاین، جرج آنتیل و من ری زمان زیادی را در «شکسپیر و شرکاء» می‌گذراندند. این فروشگاه توسط جیمز جویس که از آن به عنوان دفتر کار خود استفاده می‌کرد به «استراتفورد در اودئون» ملقب گشته بود. کتاب‌های «شکسپیر و شرکاء» کیفیت بالایی داشته و منعکس‌کنندهٔ ذوق ادبی شخص سیلویا بیچ بود. در پاریس جشن بیکران همینگوی از «شکسپیر و شرکاء» با همان ساکنین ادبی‌اش یاد شده‌است. در این کتاب‌فروشی مراجعان می‌توانستند کتاب‌های بحث‌برانگیزی نظیر فاسق خانم چترلی اثر دیوید هربرت لارنس، که در انگلستان و ایالات متحده ممنوع شده بود را خریده یا امانت بگیرند.
با وجودی که اولیس جیمز جویس در ایالات متحده و انگلستان ممنوع اعلام شده بود، بیچ در سال ۱۹۲۲ اولین ناشری بود که آن را منتشر کرد. ویرایش‌های بعدی از اولیس در سال‌های بعد تحت مشخصات ناشر «شکسپیر و شرکاء» منتشر شد.
شکسپیر و شرکای اصلی در ۱۴ ژوئن ۱۹۴۰، در دوران اشغال فرانسه توسط آلمان در دوران جنگ جهانی دوم بسته شد . گفته می‌شود ممکن است به این دلیل دستور تعطیلی فروشگاه رسیده باشد که سیلویا بیچ آخرین نسخهٔ رستاخیز فیلیگان جیمز جویس را به یک افسر آلمانی نداد. وقتی جنگ تمام شد، ارنست همینگوی فروشگاه را «شخصاً آزاد کرد»، با این وجود فروشگاه هرگز بازگشایی نشد.

## کتاب‌فروشی جورج ویتمن
در سال ۱۹۵۱ کتاب‌فروشی انگلیسی‌زبان دیگری در ساحل چپ پاریس توسط جرج ویتمن آمریکایی، تحت نام «لو میسترال» (به فرانسوی: Le Mistral) بازگشایی شد. محل آن، مکان یک صومعهٔ قرن شانزدهمی، در خیابان سی‌وهفتم بوشری، در نزدیکی میدان سن-میشل، در چند قدمی سن، کلیسای نوتردام و ایل دولاسیته است. درست همانند «شکسپیر و شرکا»ی اصلی، این فروشگاه نیز به یک نقطهٔ کانونی برای فرهنگ ادبی کولی‌وار پاریس و بسیاری از نویسندگان نسل بیت، از جمله آلن گینزبرگ، گرگوری کورسو و ویلیام اس. باروز بدل گردید.
در سال ۱۹۶۴، پس از مرگ سیلویا بیچ، ویتمن برای ادای احترام به جسارت اولیه، نام فروشگاهش را به «شکسپیر و شرکاء» تغییر داد. او نام کتاب‌فروشی را «رمانی در سه کلمه» می‌داند و این ریسک را «آرمانشهر سوسیالیستی در لباس مبدل یک کتاب‌فروشی» می‌خواند. مشتریان این کتاب‌فروشی کسانی نظیر هنری میلر، آنائیز نین و ریچارد رایت بوده‌اند. این کتاب‌فروشی شامل امکانات خواب با ۱۳ تخت بوده، و ویتمن مدعی است که در طول سالیان بیش از ۴۰،۰۰۰ نفر در فروشگاه خوابیده‌اند.
فعالیت‌های منظمی که در کتاب‌فروشی رخ می‌دهد شامل مراسم چای یکشنبه، شعرخوانی و نشست‌های نویسندگان است. در حال حاضر سیلویا بیچ ویتمن، دختر ویتمن، فروشگاه را اداره می‌کند.

## سیلویا بیچ ویتمن
هم‌اکنون گردانندهٔ فروشگاه سیلویا بیچ ویتمن، دختر جرج ویتمن است که ادارهٔ فروشگاه را با همان رویهٔ پدرش ادامه داده و اجازه می‌دهد نویسندگان جوان در فروشگاه به کار و زندگی بپردازند. او همچنین بی‌ینال جشنوارهٔ ادبیای راه انداخته که پذیرای نویسندگانی همچون پل استر، سیری هاستودت، جانت وینترسن، جونگ چانگ و مرجان ساتراپی است.
سیلویا ویتمن همچنین در قسمت‌های پاریس شوی خیلی خیلی دیروقت با کریگ فرگوسن ظاهر شد که در ۱ اوت ۲۰۱۱ روی آنتن رفت.

## پی‌نوشت
1. ↑  Glass, Americans in Paris, 24–27.
2. ↑  Glass, Americans in Paris, 24–27.
3. ↑  Glass, Americans in Paris, 33 & 415.
4. ↑  Glass, Americans in Paris, 415.
5. ↑  Berger, Decoding Woody Allen's....
6. ↑  Kert, The Hemingway Women, 112.
7. ↑  Glass, Americans in Paris, 24–27.
8. ↑  Glass, Americans in Paris, 24.
9. ↑  Meyers, Hemingway: A Biography, 82.
10. ↑  Glass, Americans in Paris, 33 & 415.
11. ↑  Glass, Americans in Paris, 205–207.
12. ↑  Garner, Ex-Pat Paris as..., 24–27.
13. ↑  Sharkey, The Beats go on.
14. ↑  Sharkey, The Beats go on.
15. ↑  Sharkey, The Beats go on.
16. ↑  Glass, Americans in Paris, 415.
17. ↑  Glass, Americans in Paris, 415.
18. ↑  Mercer, Jeremy Mercer's top 10 bookshops.
19. ↑  Mercer, Jeremy Mercer's top 10 bookshops.
20. ↑  Mulholland, Literary Luminaries Hold Forth....
21. ↑  Mulholland, Literary Luminaries Hold Forth....
22. ↑  Mulholland, Literary Luminaries Hold Forth....
23. ↑  Festivalandco.com
24. ↑  Mulholland, Literary Luminaries Hold Forth....

## مطالعهٔ بیشتر
- Mark Spitzer, After the Orange Glow, Monkey Puzzle Press, 2010.
- Mark Spitzer, Writer in Residence, University of New Orleans Press, 2010.